# Tim Power : Champion de foot
Tim Power : Champion de foot est un jeu vidéo constitué de 8 mini-jeux développé par Tectoy Digital et édité par Ubisoft. Le jeu dispose d'un mode de jeu libre (mode "Fondamentaux") et d'un monde scénario (mode "La route du succès"), dans lequel le joueur doit s'entraîner dur et réaliser de bonnes performances pour être repéré par les recruteurs puis espérer remporter un jour la Coupe du Monde.